# Atomausstiegsinitiative
Die eidgenössische Volksinitiative «Für den geordneten Ausstieg aus der Atomenergie (Atomausstiegsinitiative)» war eine Volksinitiative der Grünen Partei der Schweiz. Sie forderte den Ausstieg aus der Atomenergie bis zum Jahr 2029. Bundesrat und Parlament lehnten die Initiative ab. Sie kam am 27. November 2016 zur Abstimmung und wurde von Volk und Ständen verworfen.

## Zustandekommen
Die Atomausstiegsinitiative wurde von der Grünen Partei und anderen Organisationen als Reaktion auf die Nuklearkatastrophe von Fukushima am 16. November 2012 eingereicht. Am 15. Januar 2013 kam sie mit 107'533 gültigen Unterschriften zustande.

## Hintergrund
Die Schweiz bezieht seit 1969 einen Teil ihrer elektrischen Energie aus Kernkraftwerken. Bis 1984 wurden fünf Kernkraftwerke ans Netz genommen, die gegenwärtig (Stand: 2016) 34 % des Strombedarfs decken. Bis 2003 gab es eine Reihe von Initiativen zum Ausstieg aus der Atomkraft, von denen jedoch keine erfolgreich war.
Nach der Nuklearkatastrophe von Fukushima beschloss der Bundesrat im Mai 2011, mittelfristig aus der Kernkraft auszusteigen. Dieser Grundsatzentscheid wurde durch das Parlament bestätigt. Laut dem vom Parlament verabschiedeten Vorschlag wird der Bau neuer Kernkraftwerke verboten, bestehende Werke dürfen jedoch so lange betrieben werden, als sie von der Aufsichtsbehörde des Bundes als sicher eingestuft werden. Die damit entstehenden zukünftigen Produktionsdefizite sollen im Rahmen der Energiestrategie 2050 durch Steigerung der Energieeffizienz und den vermehrten Ausbau erneuerbarer Energien gedeckt werden.
Nachdem der Bundesrat das Rahmenbewilligungsgesuch für den Ersatz des Kernkraftwerks Mühleberg sistierte, entschied die BKW Energie, ihr bestehendes Kernkraftwerk aus Rentabilitätgründen bis 2019 vom Netz zu nehmen.

## Ziele der Initiative
Die Initiative verlangte ein Verbot für den Neubau von Kernkraftwerken und wollte die Laufzeit aller bestehenden Kernkraftwerke auf maximal 45 Jahre beschränken. Eine frühere Ausschaltung der Kernkraftwerke aus Sicherheitsgründen blieb möglich. Der erste Block des Kernkraftwerks Beznau, zum Zeitpunkt der Abstimmung bereits mehr als 45 Jahre am Netz, hätte ein Jahr nach Annahme der Initiative – also 2017 – abgeschaltet werden müssen.
Die Initiative sah vor, die bestehenden Kernkraftwerke wie folgt vom Netz zu nehmen:
- Beznau 1 und 2 und Mühleberg: 2017
- Gösgen: 2024
- Leibstadt: 2029

Damit wäre der Atomausstieg spätestens im Jahr 2029 erreicht worden.

## Entschädigungsforderungen
Nach geltender Rechtslage können Kernkraftwerke grundsätzlich unbefristet betrieben werden, solange sie sicher sind. Es wurde erwartet, dass die Betreiber der Kernkraftwerke nach Annahme der Initiative gegenüber dem Bund hohe Entschädigungsforderungen erhoben hätten, da sie ihre Investitionen nicht mehr hätten amortisieren können. Laut Bundesrat wurden solche Forderungen in Milliardenhöhe bereits vor der Abstimmung angekündigt.

## Wortlaut
Die Atomausstiegsinitiative hatte folgenden Wortlaut:
Die Bundesverfassung wird wie folgt geändert:
Art. 90 Kernenergie
1 Der Betrieb von Kernkraftwerken zur Erzeugung von Strom oder Wärme ist verboten.
2 Die Ausführungsgesetzgebung orientiert sich an Artikel 89 Absätze 2 und 3; sie legt den Schwerpunkt auf Energiesparmassnahmen, effiziente Nutzung von Energie und Erzeugung erneuerbarer Energien.
II
Die Übergangsbestimmungen der Bundesverfassung werden wie folgt geändert:
Art. 197 Ziff. 9 (neu)
9. Übergangsbestimmung zu Art. 90 (Kernenergie)
1 Die bestehenden Kernkraftwerke sind wie folgt endgültig ausser Betrieb zu nehmen:
a. Beznau 1: ein Jahr nach Annahme von Artikel 90 durch Volk und Stände;
b. Mühleberg, Beznau 2, Gösgen und Leibstadt: fünfundvierzig Jahre nach deren Inbetriebnahme.

## Argumentation
Bundesrat und Parlament empfahlen, die Initiative abzulehnen. Der Nationalrat lehnte die Initiative mit 134 zu 59 Stimmen bei zwei Enthaltungen ab, der Ständerat mit 32 zu 13 Stimmen ohne Enthaltung.

### Pro
Die Befürworter der Initiative stellten folgende Argumente in den Vordergrund:

#### Sicherheit
Die Kernkraftwerke der Schweiz sind nicht sicher genug. Beznau I ist mit 47 Jahren das älteste kommerziell betriebene Kernkraftwerk der Welt, was ein grosses Sicherheitsrisiko darstellt. Auch die anderen Kernkraftwerke sind zu alt, was das Risiko eine Unglücks in der Schweiz erhöht.

#### Feste Abschaltdaten
In der Energiestrategie 2050 des Bundesrates fehlt eine fixe Laufzeitbeschränkung. Die von der Initiative verlangte maximale Laufzeit von 45 Jahren ist vergleichsweise hoch: Die weltweit bereits ausgeschalteten Kernkraftwerke wurden im Durchschnitt bereits nach 25,6 Jahren ausser Betrieb genommen. Ausserdem schaffen feste Abschaltdaten Planungssicherheit.

#### Gute Machbarkeit
Der Atomausstieg ist gut machbar. Die Schweiz deckt bereits heute fast zwei Drittel ihres Energieverbrauchs durch erneuerbare Energien. Es ist gut möglich, innert 13 Jahren einen Drittel mehr erneuerbaren Strom zu produzieren. Die Wasserkraft ergänzt die Solarenergie und die Windkraftwerke, wenn letztere wetterbedingt zu wenig Strom liefern.
Zudem gab es während der sicherheitsbedingten temporären Ausschaltung von Beznau I weiterhin mehr Stromexporte als Importe.

### Kontra
Der Grossteil der Initiativgegner war für einen Atomausstieg, wollte diesen aber durch die Energiestrategie 2050 vollziehen. Die Gegner lehnten die Initiative hauptsächlich aus den folgenden Gründen ab:

#### Sicherheit gewährleistet
Die Laufzeitbeschränkungen sind willkürlich gesetzt und haben nichts mit dem tatsächlichen Zustand der Kernkraftwerke zu tun. Die Schweizer Kernkraftwerke sind im internationalen Vergleich äusserst sicher, da die Betreiber gesetzlich verpflichtet sind, ihre Kraftwerke stets nach dem neuesten Stand der Technik nachzurüsten und zudem vom Nuklearsicherheitsinspektoriat ENSI kontrolliert werden.

#### Versorgungsknappheit
Durch die Initiative wird innert 13 Jahren gut ein Drittel der Stromproduktion wegfallen. Dieser Ausfall ist in dieser kurzen Zeitspanne nicht kompensierbar. Investitionen in erneuerbare Energien lohnen sich nicht, da diese im Ausland stark subventioniert werden.

#### Ersatz durch umweltschädlichen Strom
Die absehbare Versorgungsknappheit führt dazu, dass mehr Strom aus dem Ausland importiert werden muss, was die Schweiz nicht nur vom Ausland abhängig macht, sondern auch schädlich für die Umwelt ist. Denn der importierte Strom kommt überwiegend aus umweltschädlichen Quellen wie etwa der Verstromung von Kohle.

#### Schadenersatzforderungen
Die Schadenersatzforderungen, die der Bund wird zahlen müssen, sind „Geld aus den Taschen der Bürger“.

## Parolen
Die Initiative wurde von den Grünen, der SP, den Grünliberalen und der EVP befürwortet. Die restlichen grossen Parteien – namentlich die CVP, die BDP, die FDP und die SVP – lehnten die Vorlage ab.

## Meinungsumfragen
| Institut             | Auftraggeber       | Datum             | Ja   | Eher Ja | Unentschieden Keine Antwort | Eher Nein | Nein |
| -------------------- | ------------------ | ----------------- | ---- | ------- | --------------------------- | --------- | ---- |
| Leemann/Wasserfallen | Tamedia            | 11. November 2016 | 52   | 5       | 1                           | 4         | 38   |
| gfs.Bern             | SRG SSR            | 6. November 2016  | 33   | 15      | 6                           | 14        | 32   |
| Leemann/Wasserfallen | Tamedia            | 1. November 2016  | 50   | 6       | 1                           | 6         | 37   |
| Marketagent.com      | Schweiz am Sonntag | 31. Oktober 2016  | 51.5 |         | 24.6                        |           | 23.9 |
| Leemann/Wasserfallen | Tamedia            | 18. Oktober 2016  | 48   | 7       | 2                           | 6         | 37   |
| gfs.Bern             | SRG SSR            | 8. Oktober 2016   | 39   | 18      | 7                           | 14        | 22   |

Bemerkungen: Angaben in Prozent. Das Datum bezeichnet den mittleren Zeitpunkt der Umfrage, nicht den Zeitpunkt der Publikation der Umfrage.

## Abstimmungsergebnisse

Karte der Mehrheitsverhältnisse

Die Initiative kam am 27. November 2016 zur Abstimmung. Sie wurde von Volk (1'098`464 Ja, 1'301`520 Nein) und Ständen (5 Ja, 18 Nein) verworfen.
| Kanton                           | Ja (%) | Nein (%) | Beteiligung (%) |
| -------------------------------- | ------ | -------- | --------------- |
| Aargau                           | 37,1 % | 62,9 %   | 43,7 %          |
| Appenzell Ausserrhoden           | 42,6 % | 57,4 %   | 44,9 %          |
| Appenzell Innerrhoden            | 34,2 % | 65,8 %   | 38,5 %          |
| Basel-Landschaft                 | 50,4 % | 49,6 %   | 42,7 %          |
| Basel-Stadt                      | 60,5 % | 39,5 %   | 52,9 %          |
| Bern                             | 43,8 % | 56,2 %   | 43,2 %          |
| Freiburg                         | 48,5 % | 51,5 %   | 45,3 %          |
| Genf                             | 59,0 % | 41,0 %   | 45,4 %          |
| Glarus                           | 38,5 % | 61,5 %   | 36,6 %          |
| Graubünden                       | 44,1 % | 55,9 %   | 43,6 %          |
| Jura                             | 57,5 % | 42,5 %   | 42,1 %          |
| Luzern                           | 39,0 % | 61,0 %   | 44,3 %          |
| Neuenburg                        | 56,8 % | 43,2 %   | 45,3 %          |
| Nidwalden                        | 35,0 % | 65,0 %   | 49,2 %          |
| Obwalden                         | 35,1 % | 64,9 %   | 49,8 %          |
| Schaffhausen                     | 46,9 % | 53,1 %   | 63,0 %          |
| Schwyz                           | 31,9 % | 68,1 %   | 47,2 %          |
| Solothurn                        | 39,5 % | 60,5 %   | 45,1 %          |
| St. Gallen                       | 39,9 % | 60,1 %   | 44,0 %          |
| Tessin                           | 46,3 % | 53,7 %   | 44,2 %          |
| Thurgau                          | 40,2 % | 59,8 %   | 43,8 %          |
| Uri                              | 40,5 % | 59,5 %   | 39,8 %          |
| Waadt                            | 54,6 % | 45,4 %   | 47,9 %          |
| Wallis                           | 46,7 % | 53,3 %   | 48,3 %          |
| Zug                              | 37,9 % | 62,1 %   | 51,0 %          |
| Zürich                           | 47,1 % | 52,9 %   | 46,2 %          |
| Schweizerische Eidgenossenschaft | 45,8 % | 54,2 %   | 45,0 %          |